# 阪埜光男
阪埜 光男（ばんの みつお、1932年11月13日 - 2016年11月6日）は、日本の法学者。専攻は、商法・会社法。慶應義塾大学名誉教授。父は極東軍事裁判にてA級戦犯板垣征四郎陸軍大将の弁護人を務めた阪埜淳吉。次男は慶應義塾大学医学部准教授の阪埜浩司。

## 人物・来歴
阪埜淳吉・錥子の長男として生まれる。義弟に日本興業銀行（現・みずほフィナンシャルグループ）元取締役を務めた白川和則がいる。
1951年に東京都立西高等学校、1955年に慶應義塾大学法学部法律学科を卒業する。1957年に同大学大学院法学研究科修士課程を修了し、法学部助手となる。1963年に慶應義塾大学助教授、1970年に法学部教授に昇任する。1973年-1977年まで慶應義塾常任理事、1983年に法学部長および法学研究科委員長、1988年-1993年に慶應義塾体育会理事を歴任する。1993年に定年退職後、桐蔭横浜大学法学部教授および法学部長となる。また、同年に第二東京弁護士会に登録し弁護士となった。1998年に駿河台大学教授に就任後、図書館委員長、学術情報運営部長などを務め、2006年に同大学を退職した。
この間、1966年に西ドイツのザールラント大学へ留学、1985年に米国のカリフォルニア大学バークレー校客員研究員として在外研究をする。また、国税庁税務大学校講師、司法試験第二次試験考査委員、法制審議会商法部会委員、日本リスク・コンサルタント協会会長を歴任した。

## 著書
- 『新株引受権の法理』（慶應大学通信, 1969年）
- 『株式会社法概説』（三嶺書房, 1988年/1994年/1998年）
- 『会社法はこう変わった』（東京法経学院出版, 1990年）
- 『株式会社法の論理』（成文堂, 1990年）